# Lekkerkerk
Lekkerkerk is een dorp in de gemeente Krimpenerwaard in de Nederlandse provincie Zuid-Holland. Tot 1 januari 1985 was Lekkerkerk een zelfstandige gemeente. Van 1 januari 1985 tot 1 januari 2015 maakte Lekkerkerk met de buurplaats Krimpen aan de Lek deel uit van de gemeente Nederlek. Sinds 1 januari 2015 valt het onder de gemeente Krimpenerwaard.
In 2023 telde Lekkerkerk 7.875 inwoners, waarvan 3.775 (50%) mannen en 3.840 (50%) vrouwen.

## Beschrijving
De Krimpenerwaard, waarin Lekkerkerk is gelegen, is verdeeld in verschillende polders. Bij Lekkerkerk zijn dat in het westen de polder Schuwagt en in het oosten de polder Den Hoek. Lekkerkerk is gelegen aan de Lek bij Kmr 988.
Het bijzondere van Lekkerkerk is dat het een grote oppervlakte heeft met grotendeels landbouwgronden en daarnaast als langgerekt dijkdorp sterk op de rivier is georiënteerd. Ter plaatse van de Grote of Johanneskerk is de lintbebouwing verdicht en heeft zich komvorming voorgedaan.
De buurtschappen Opperduit en Schuwacht kenmerken zich door lintbebouwing en in de polders Den Hoek en Schuwagt met De Loet is wat verspreide bebouwing langs kades en waterlopen te vinden. Langs de Lekdijk vindt men fraaie 17e-, 18e- en 19e-eeuwse boerderijen, vooral in Opperduit. In het achterland bevinden zich de nieuwbouwwijken. Door de regelgeving met betrekking op het Groene Hart mag er enkel binnen de dorpskern worden gebouwd. Alleen Tiendhoek II, waarvan de bouw begin 2020 werd afgerond, vormt hierop een uitzondering.

## Geschiedenis
Hoewel archeologisch onderzoek heeft aangetoond dat op donken bewoningssporen van onder andere de Vlaardingencultuur kunnen worden aangetroffen, zijn van de donken in de omgeving van Lekkerkerk (nog) geen vondsten uit de Steentijd bekend. De oudste bewoningssporen in de Krimpenerwaard zijn niet ouder dan de tiende eeuw na Christus. Aangenomen wordt dat de systematische ontginning pas in de elfde en vroege twaalfde eeuw is begonnen, waarbij de oeverwallen van de rivier fungeerden als ontginningsbasis.
Aanvankelijk was de naam van het dorp en zijn omgeving Leckelant. Vanaf de tijd dat aan de overzijde van de Lek Nieuw Leckelant tot ontwikkeling kwam en er een dorpskom rond de nieuwe kerk ontstond wordt gesproken over Leckerkercke (voor het eerst in 1276). Al voor 1342 behoorden Lekkerkerk en Zuidbroek tot de hoge heerlijkheid van de Lek waar ook de beide Krimpens (Krimpen aan de Lek en Krimpen aan den IJssel), Stormpolder, Ouderkerk aan den IJssel als lage heerlijkheden (of ambachtsheerlijkheden) onder vielen.
In 1575 tijdens de Tachtigjarige Oorlog is het dorp grotendeels vernield en verbrand door de in Spaanse dienst staande stadhouder Gilles van Berlaymont, heer van Hierges.
Vanaf 1900 vond eigenlijk pas de eerste wezenlijke vergroting van het dorp plaats. Er werd gebouwd aan een aantal stegen haaks op de Lekdijk of de Achterstraat: Oostersteeg, Lekdijksteeg, Achtersteeg en andere (deze zijn in de jaren zeventig en tachtig van de twintigste eeuw gesaneerd). Na 1950 is de groei nog sneller gegaan. Vooral na de opening van de Algerabrug bij Krimpen aan den IJssel wordt de Krimpenerwaard een geliefd woongebied voor velen die in Rotterdam hun werk hebben. Het dorp breidt zich dan vooral ten westen van de Kerkweg uit.

## Voetveer

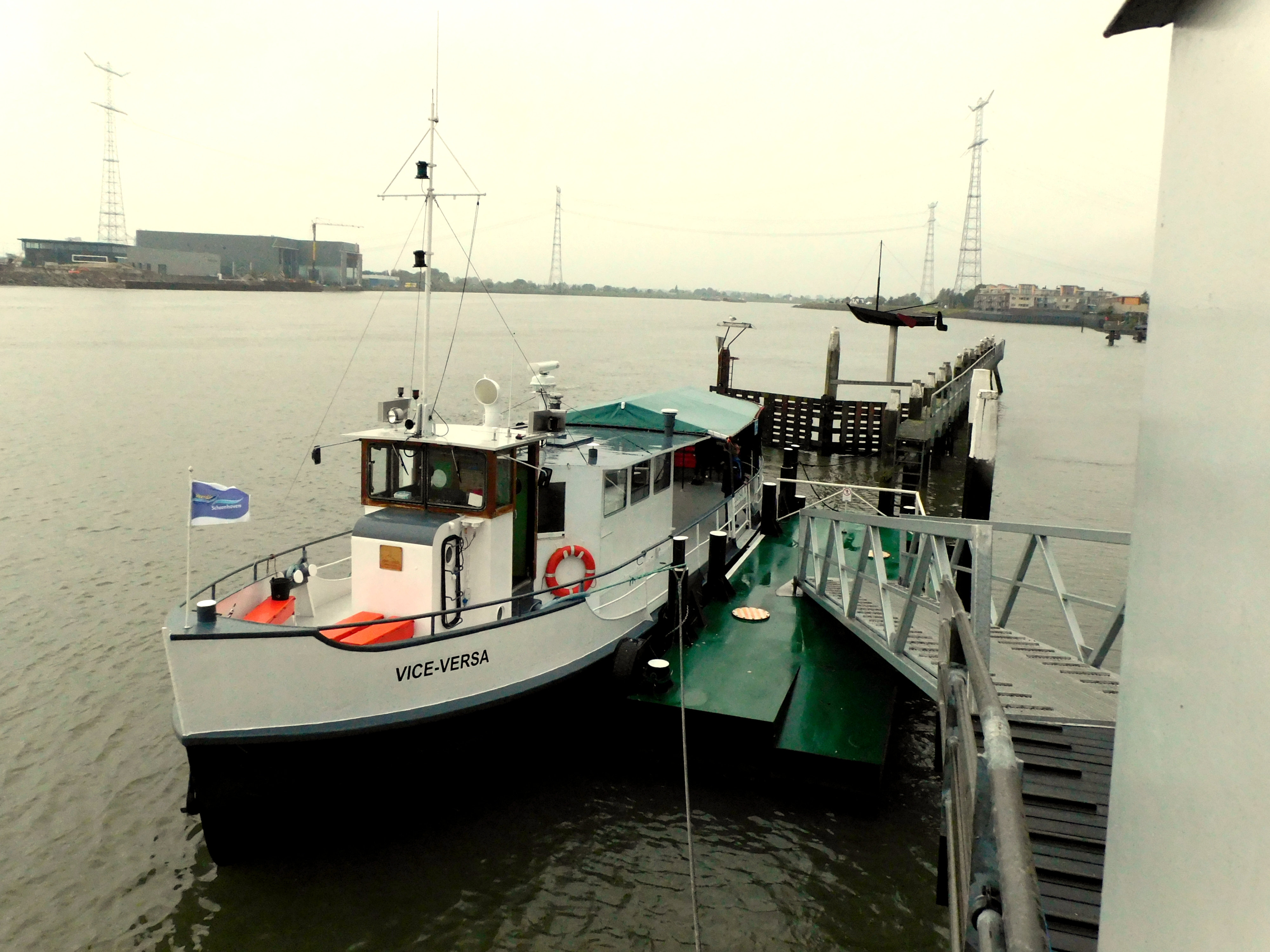
Lekkerkerk, veerdienst naar Nieuw-Lekkerland

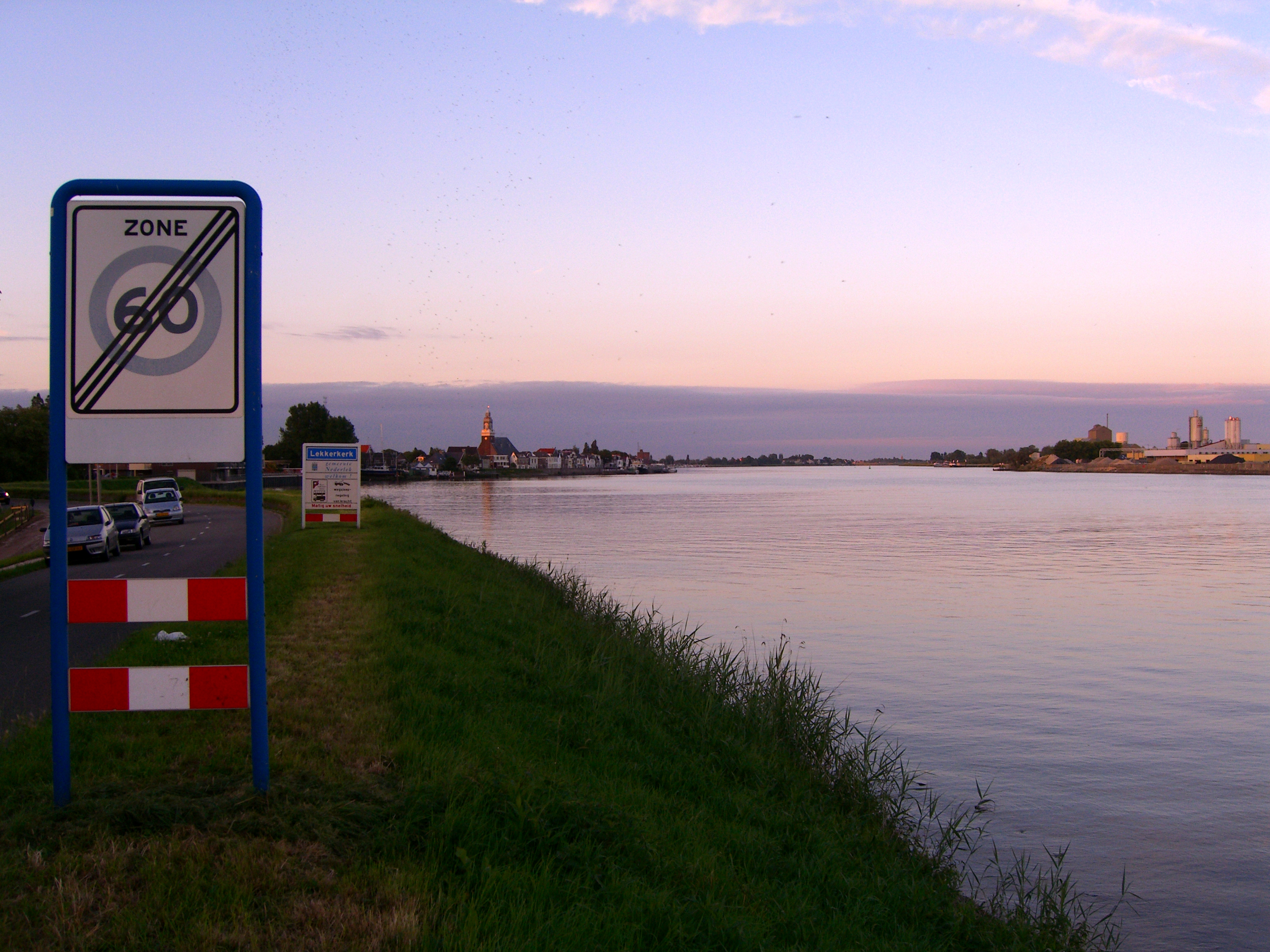
Aankomst Lekkerkerk vanaf dijk

De twee voetveren, één op Nieuw-Lekkerland en één op Streefkerk werden al in 1849 genoemd, de dienst op Streefkerk is vervallen omdat er al een veer was tussen Bergstoep en Streefkerk.
Reederij op de Lek onderhield tussen 1857 en 1973 de bootdienst op de Lek tussen Rotterdam en Schoonhoven, Lekkerkerk was een van de haltes.

## Bestaansmogelijkheden

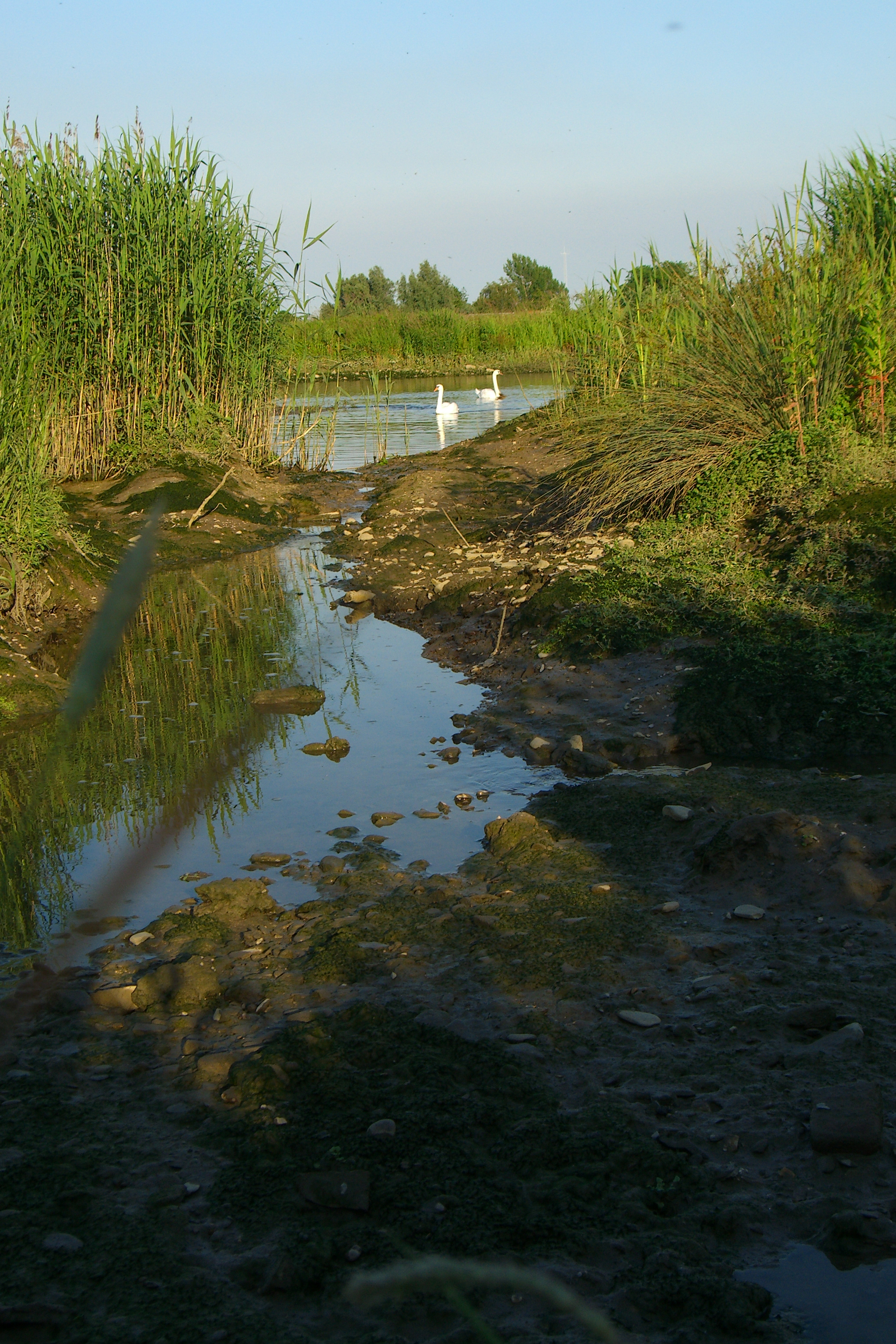
De Lek vanaf Opperduit gezien

De kenmerkende bestaansmogelijkheden van Lekkerkerk zijn eeuwenlang de landbouw, de visserij op de Lek, de scheepvaart en de scheepsbouw geweest.
Zoals op de meeste plaatsen in het Utrechts-Hollandse veengebied was de landbouw in de Krimpenerwaard aanvankelijk een gemengd bedrijf. Vooral de hoger gelegen percelen, kaden en landscheidingen werden als bouwland gebruikt. De lager gelegen delen van het gebied werden benut als weide of hooiland. In de akkerbouw was de graanteelt het belangrijkste, maar er werd ook hop en kool geteeld, er waren boomgaarden en zelfs wijngaarden.
De vissers visten op zalm, elft en steur. Vanaf wanneer de zalmvisserij op de Lek van betekenis is, is onduidelijk. In de 18e eeuw was ze echter al geruime tijd van belang.
Als gevolg van de visserij ontstonden er een hout- en scheepsindustrie, onder andere bij Opperduit. De scheepsbouw leidde onder andere tot de vestiging van touwslagerijen. De touwslagerij is ten nauwste verbonden met de teelt van hennep, of zoals men in Lekkerkerk zegt: de 'kennip'. Op vrij grote schaal is in de Krimpenerwaard al sinds circa 1600 hennep geteeld. De bloeiperiode ligt in de Gouden Eeuw, die een grote behoefte aan hennepproducten voor de machtige vloten met zich bracht. Na de eerste helft van de achttiende eeuw gingen de hennepprijzen zakken door concurrentie uit de Oostzeelanden. Desondanks werd de teelt voortgezet en zelfs uitgebreid om aan de risico's van de veehouderij ten gevolge van de runderpest te ontkomen. De hogere ligging van de polder Schuwagt maakte deze beter geschikt voor de hennepteelt dan de lagere polder den Hoek, waar men zich eerder op de veehouderij moest toeleggen bij gebrek aan andere mogelijkheden.
Voor het verbouwen van hennep werden vrij kleine, relatief hooggelegen akkers aangelegd, omzoomd door knotbomen voor windvang en het drogen van de planten. Deze hennepakkers waren meestal dicht bij de boerderijen gelegen, omdat ze sterk bemest moesten worden. De hennepteelt heeft het beeld van de landbouw in de waard tot ver in de 20e eeuw beheerst. Nog omstreeks 1930 bestond de omgeving van Opperduit bijna alleen maar uit hennepakkers. De hoge en vruchtbare grond rond de Bakkerswaal was dan ook uitstekend geschikt voor de hennepteelt. Voor het overige was het accent, onder meer vanwege de voortgaande maaivelddaling, steeds meer op de veeteelt komen te liggen. Thans is vrijwel de gehele Krimpenerwaard in gebruik als grasland.
Na 1900 werden de scheepswerven uitgebreid, in Lekkerkerk werd niet alleen schepen voor de binnenvaart, maar ook zeeschepen gebouwd (Fa. van Duijvendijk). Er ontstond ook enige buitendijkse industrie.

Schepen gebouwd door T. van Duijvendijk's Scheepswerf, Lekkerkerk
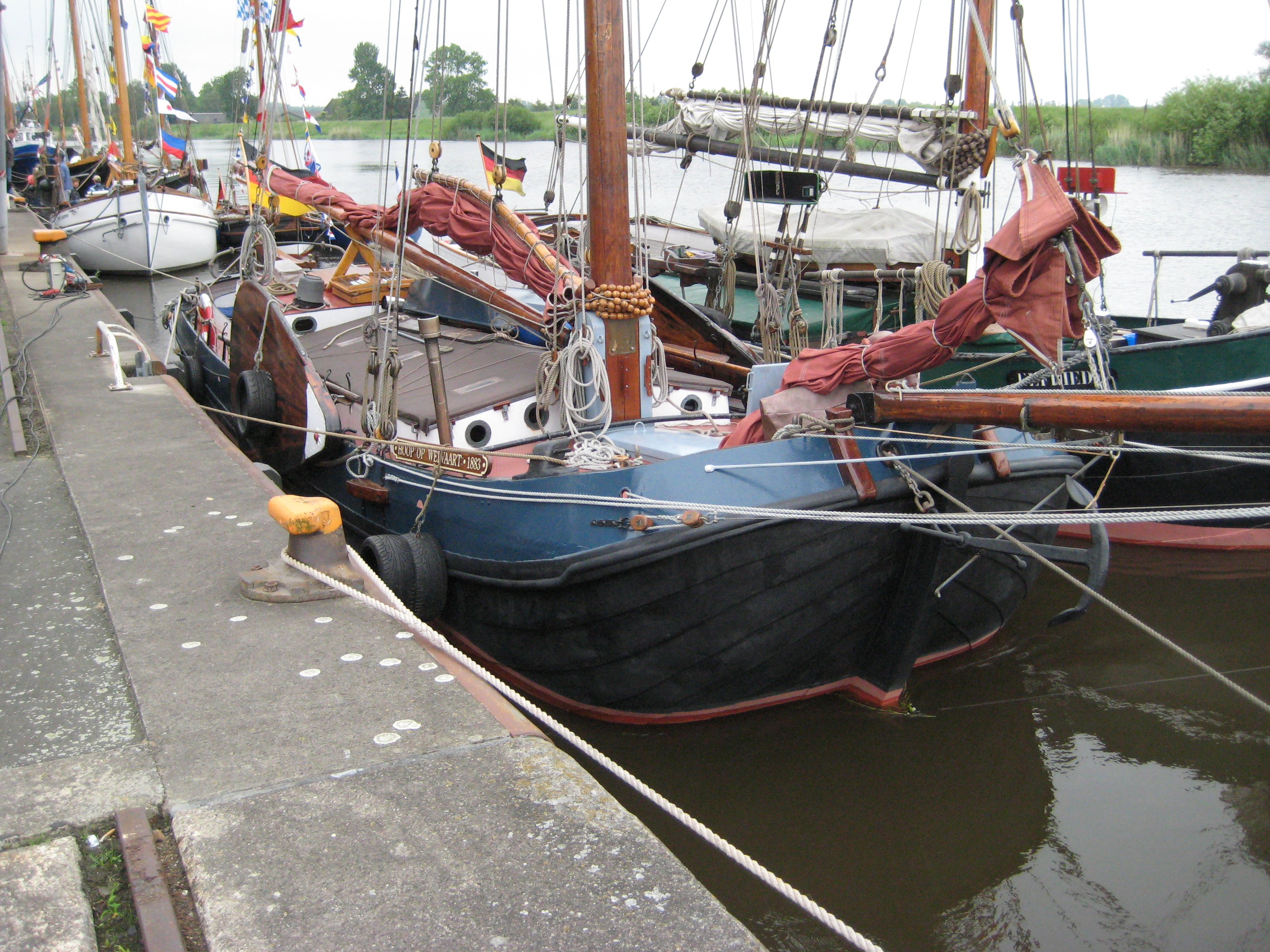
"Hoop op Welvaart", 1883
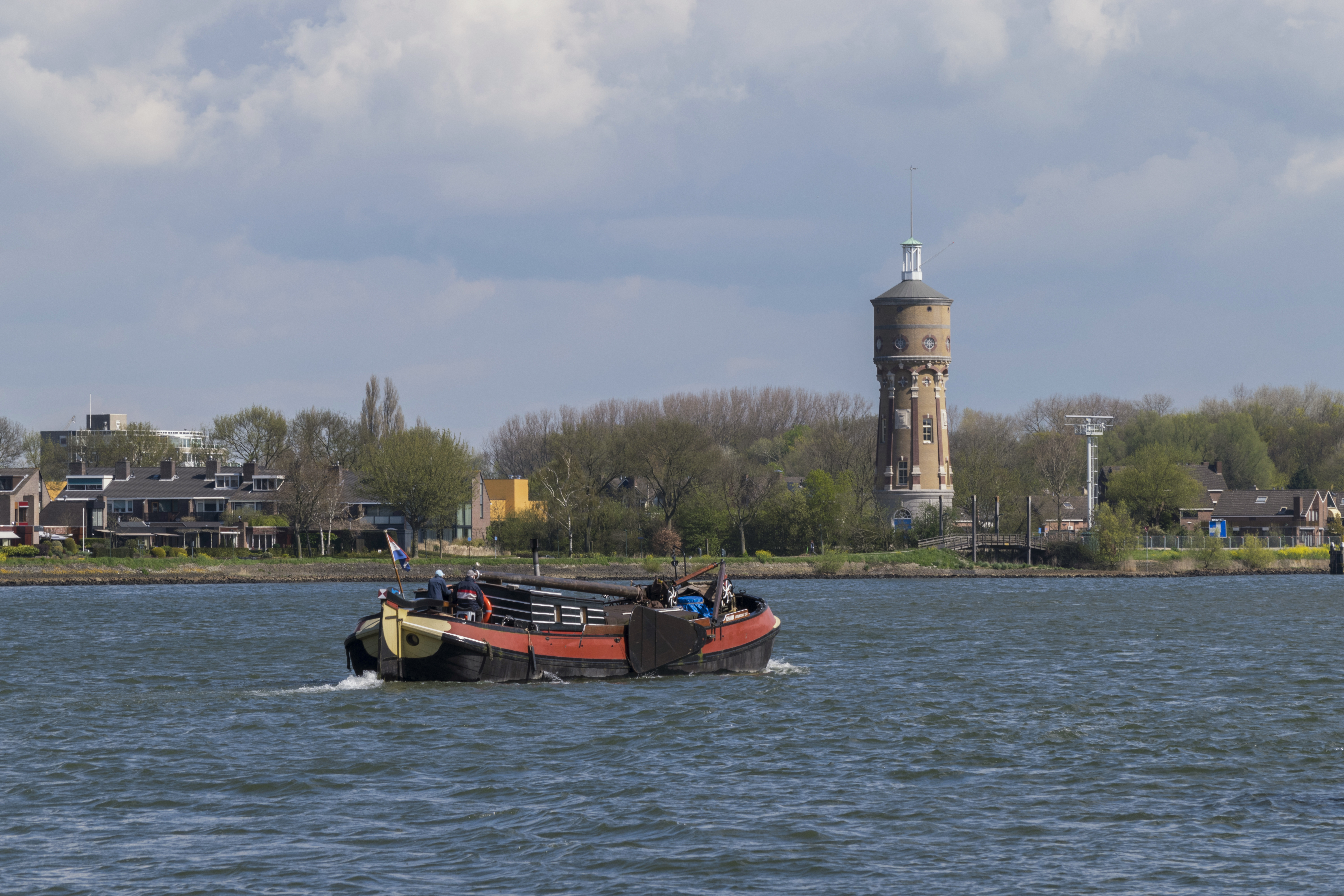
"Johanna", 1904
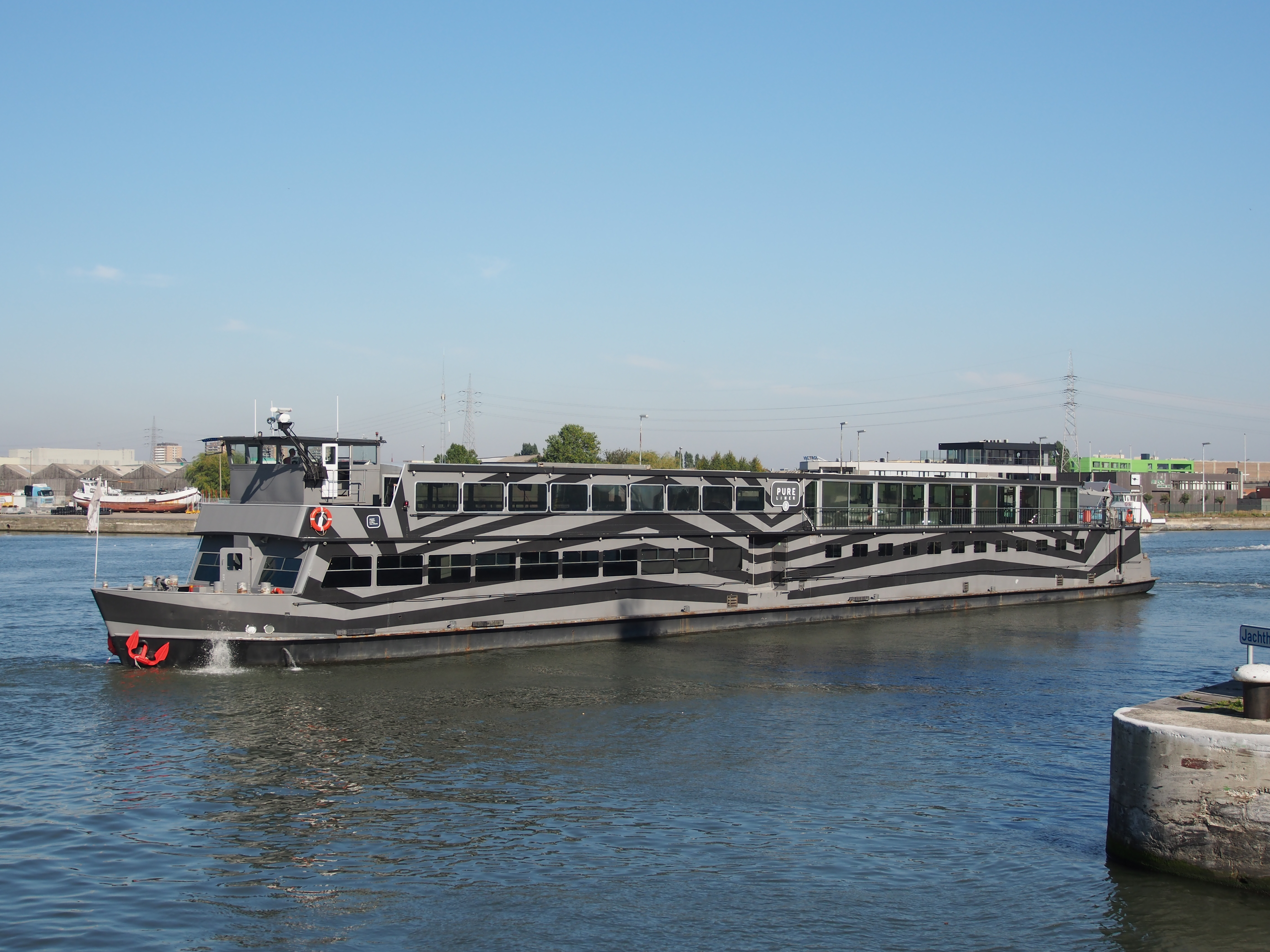
"Pure Liner 2", 1966

## Natuur

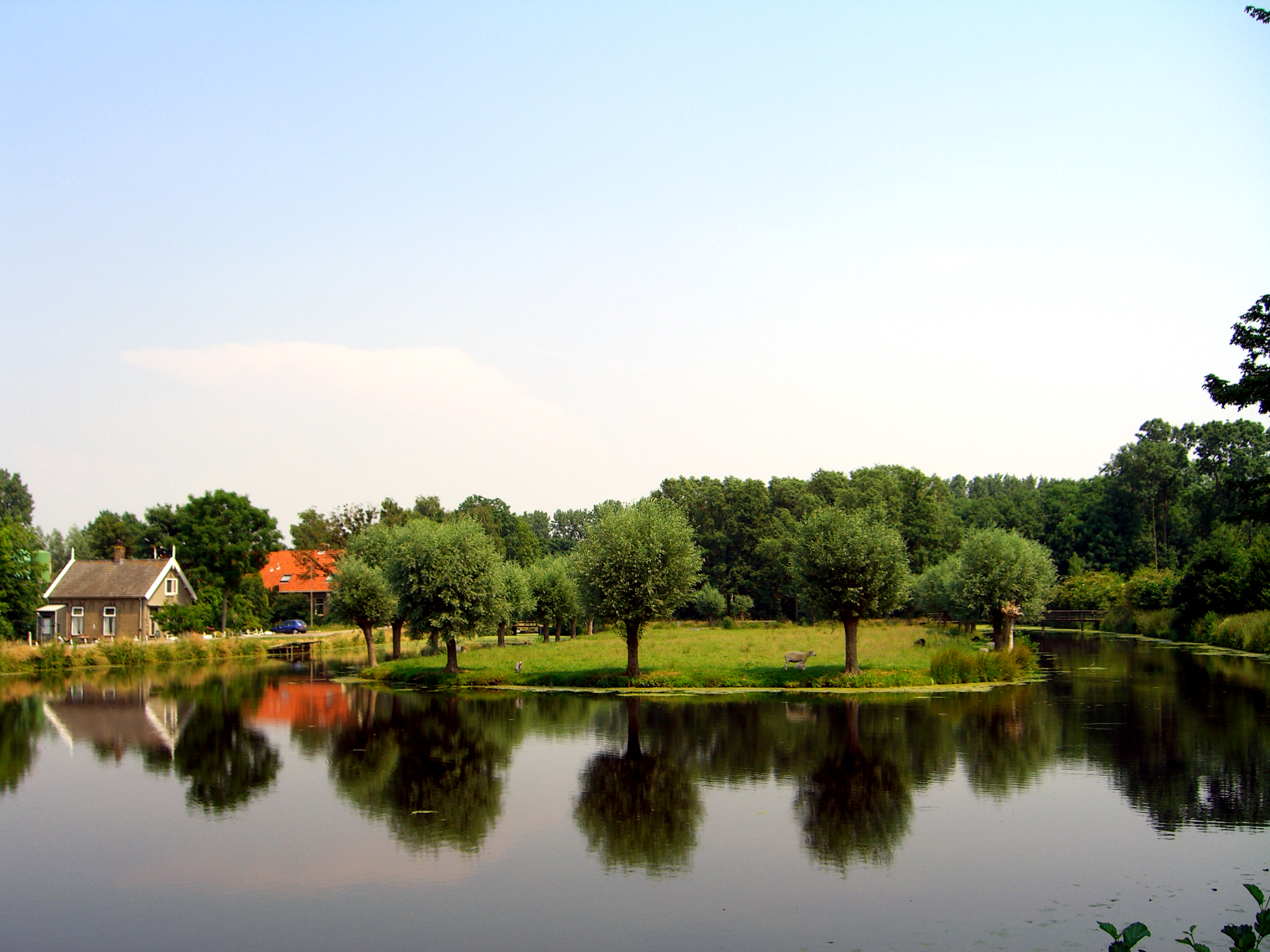
De Loet in Het Loetbos

Op Lekkerkerks grondgebied bevindt zich het natuurreservaat De Bakkerswaal, waar onder meer een eendenkooi te bezichtigen is. Eigenaar is Het Zuid-Hollands Landschap. De rond de kooi gelegen bosschages bevatten onder meer meidoorn, vlier en hazelaar. Voor de Tweede Wereldoorlog was De Bakkerswaal beroemd om de kolonie aalscholvers (of schollevaars, zoals ze toen genoemd werden). In 1941 verdween de kolonie, die op haar hoogtepunt ongeveer 1500 nesten telde.
Bij Berkenwoude, aan het veenriviertje de Loet, in het Groene Hart van Zuid-Holland ligt het Loetbos. Met de kano kan de Loetroute (22 km lang) worden gevolgd.

## Bezienswaardigheden

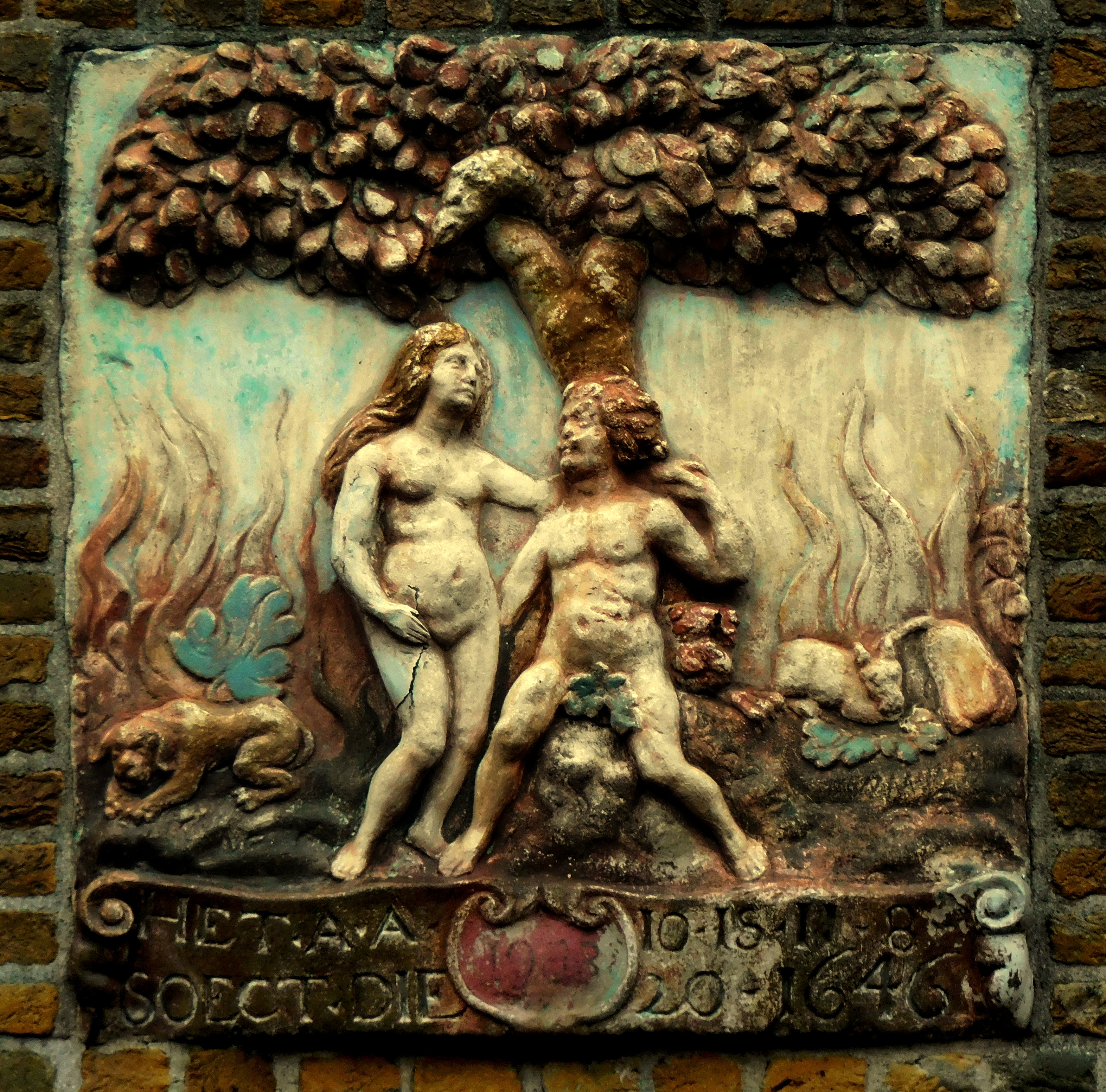
Lang Stoep 33, gevelsteen met een afbeelding van Adam en Eva in het paradijs.
Het onderschrift is een lettergreepraadsel waarbij de getallen in het Frans moeten worden gelezen:
HET AA 10 IS 11 8 SOECT DIE 20, 1646
De oplossing is: tweemaal a is een paar, aa, 10=dix, is, 11=onze, 8=huit, soect, die, 20=vingt.
Het paaradix is onze, wiet soekt die vingt, oftewel "Het paradijs is onze, wie het zoekt die vindt".
1646 geeft het jaartal aan.

Aan de overzijde van de rivier ligt Nieuw-Lekkerland en Kinderdijk beide ondergebracht (01-01-2019) in de gemeente Molenlanden, met de op de Werelderfgoedlijst geplaatste molens.
Jarenlang heeft in Lekkerkerk een herberg gestaan, met de naam De Grote Boer. Hier hing het levensgrote schilderij van de man die in de zeventiende eeuw - volgens bronnen uit die tijd - met zijn 2,59 m de grootste mens was die ooit in Holland was geboren. Tegenwoordig hangt het schilderij in de centrale hal van het gemeentekantoor te Lekkerkerk. Botonderzoek in 1955 door prof. dr. J. van Limborgh wees uit dat zijn werkelijke lengte ongeveer 2,16 m moet hebben bedragen. In de oude herberg is nu een Chinees restaurant gevestigd.
Aan de Wetering Oost staat een monument vanwege de Tweede Wereldoorlog. Het is bedoeld als dankbetoon voor de zwijgzaamheid van de gehele bevolking, waardoor risicovolle droppings van wapens en dergelijke vanuit geallieerde vliegtuigen niet werden verraden aan de Duitse bezetter.
In het noorden van het dorp vindt men een Joodse begraafplaats. Lekkerkerk had tot 1923 een zelfstandige Joodse gemeente. Omdat het aantal Joodse inwoners sterk was afgenomen werd in dat jaar deze gemeente ingedeeld bij die van Rotterdam. Ten zuiden van het centrum is een straat genaamd Jodenbreeplaats. De begraafplaats is klein, een zestal grafstenen, en wordt al decennialang niet gebruikt maar vormt een bijzondere plek in het dorp.
In de lange geschiedenis van het dorp zijn er meerdere dijkdoorbraken van de Lekdijk geweest.
In 1421 tijdens de Sint-Elisabethsvloed is de Lekdijk tussen Lekkerkerk en Krimpen aan de Lek doorgebroken, een groot deel van het achterland kwam daardoor onder water te staan.
Om herhaling te voorkomen werd pas in 1760 een stenen muur langs de Lek gebouwd, deze muur is later vervangen door een betonnen wand.
De Lekdijken zijn versterkt door middel van damwanden, die in de grond zijn getrild (2010 - 2015).

### Rijksmonumenten in Lekkerkerk

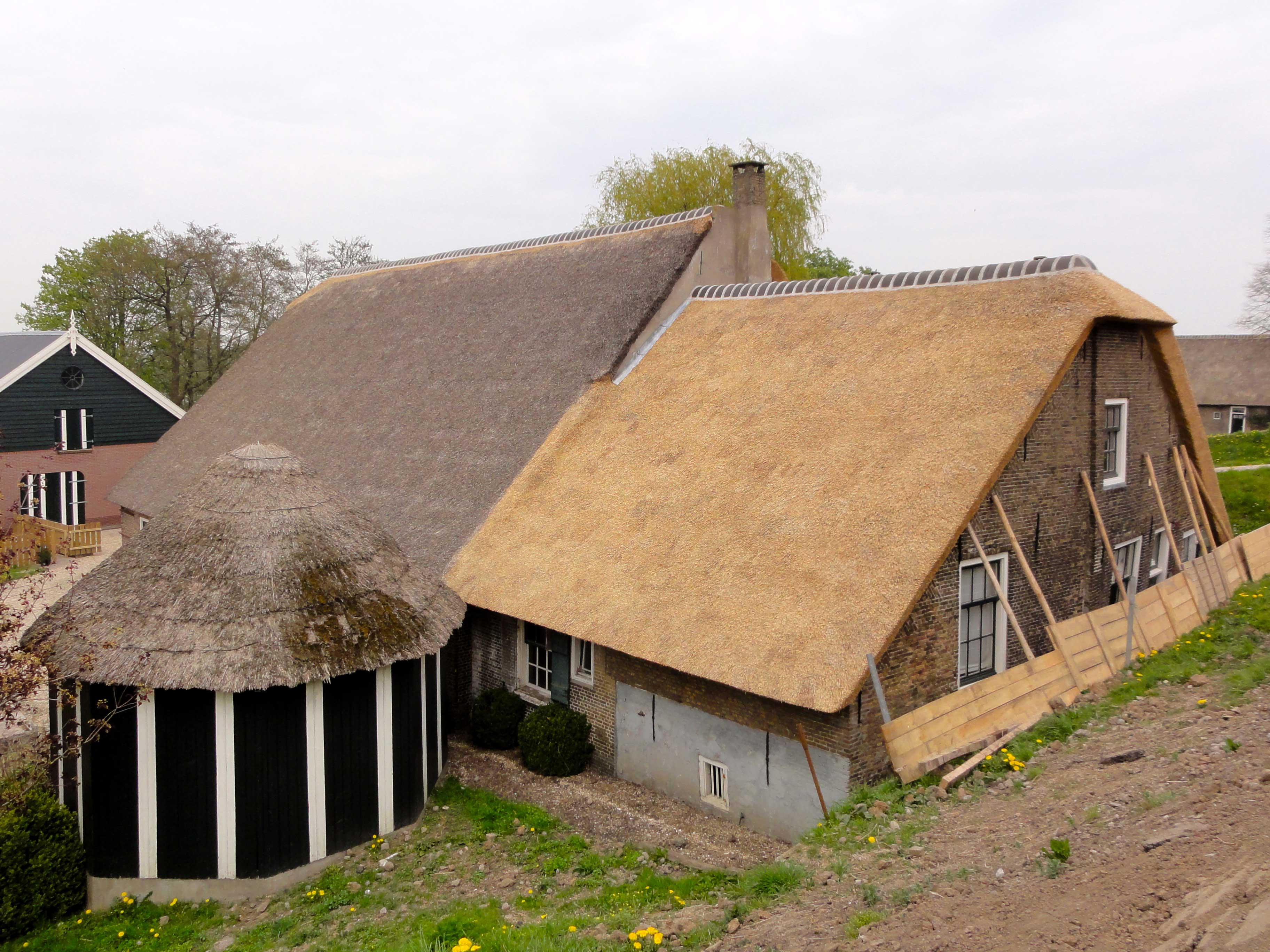
Opperduit 308
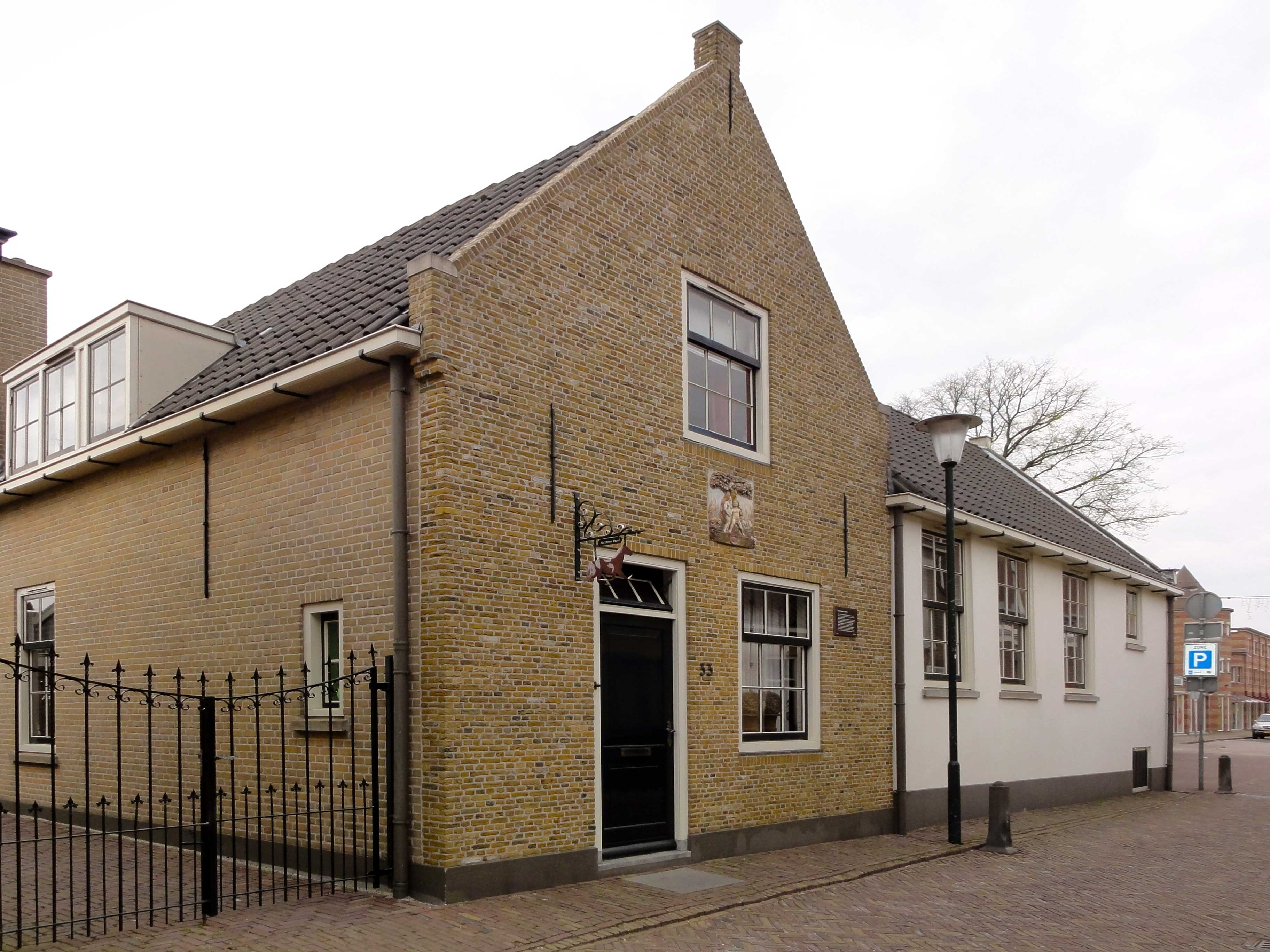
Lange Stoep 33
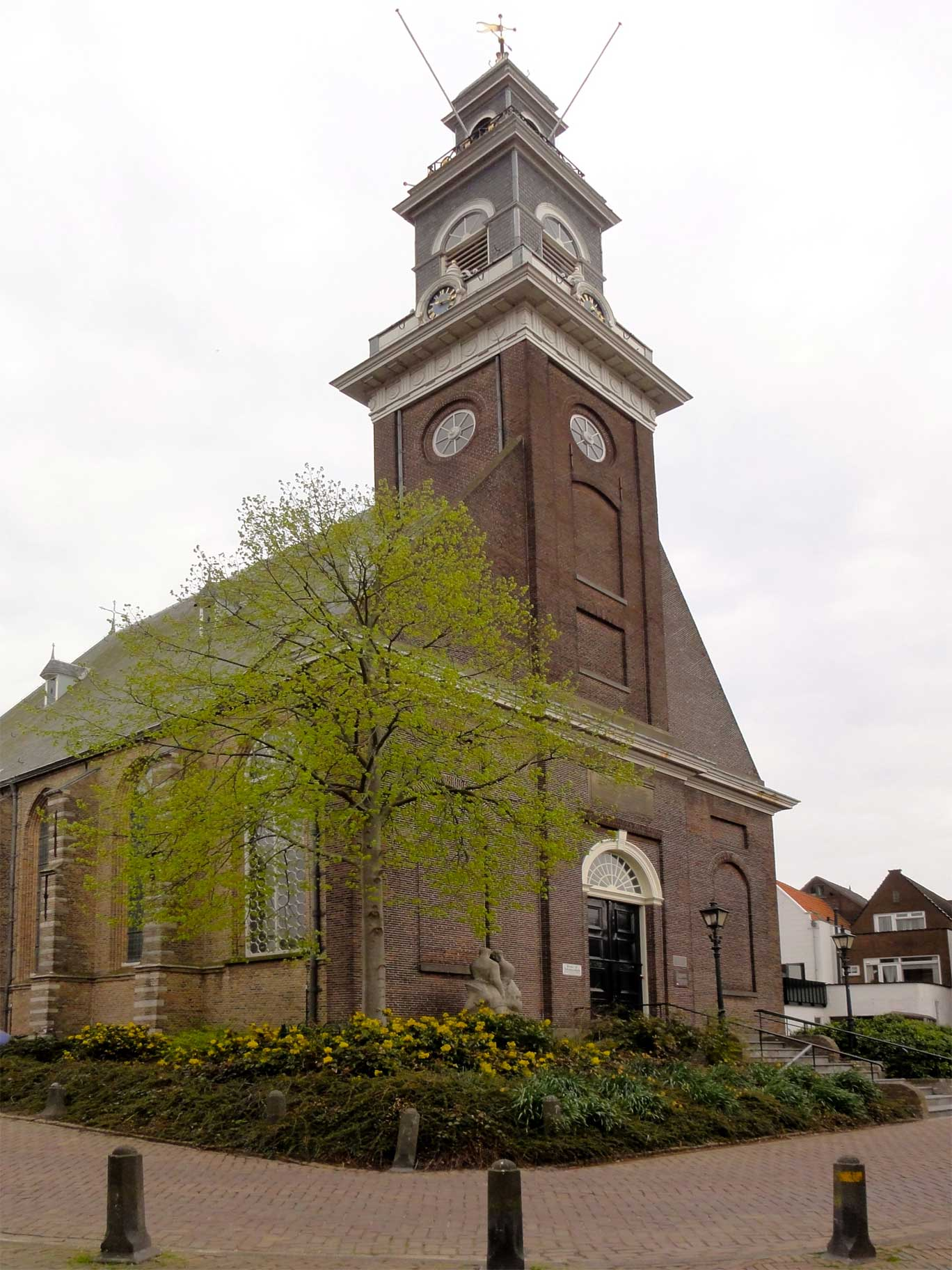
Kerk
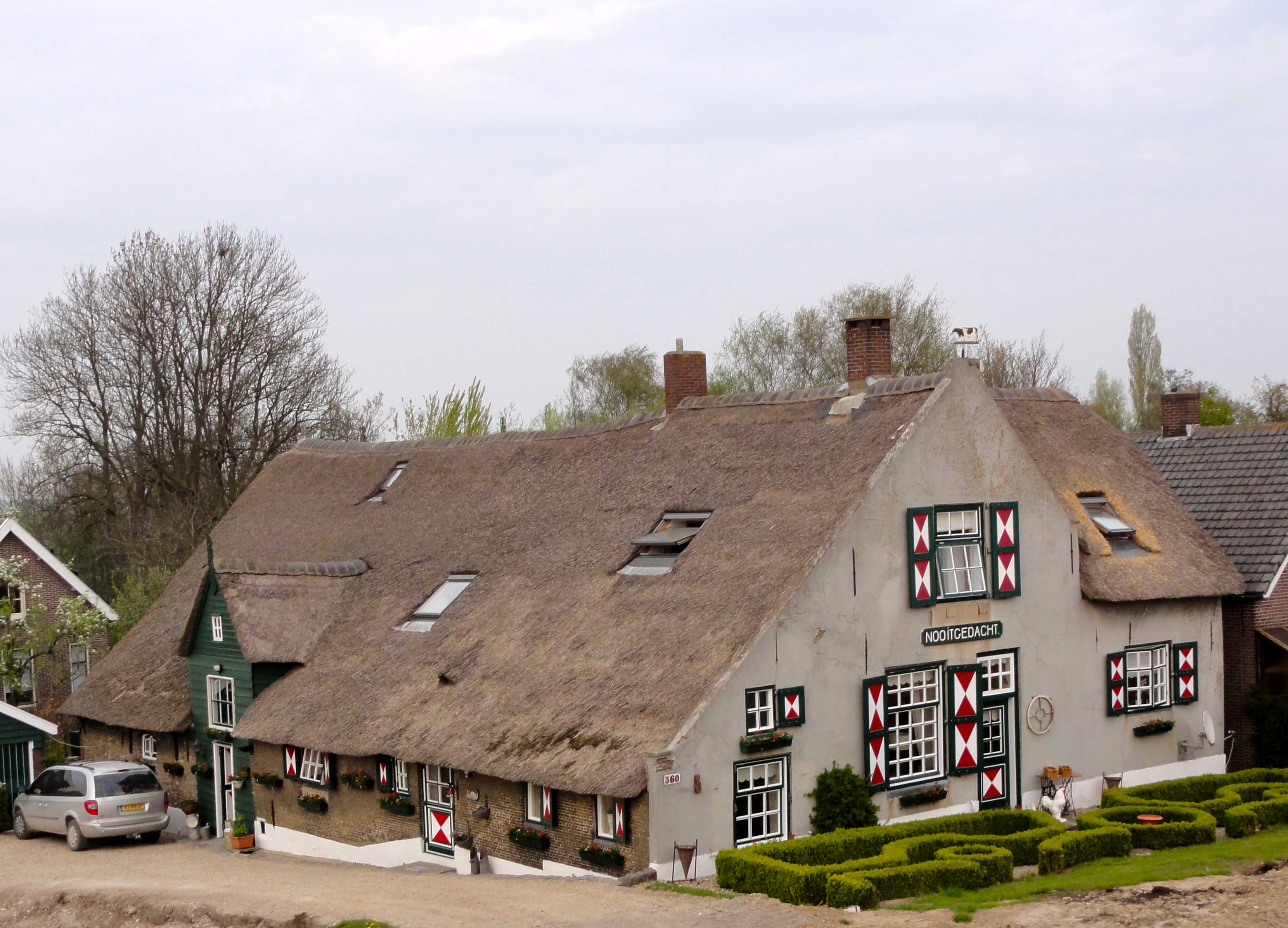
Opperduit 360
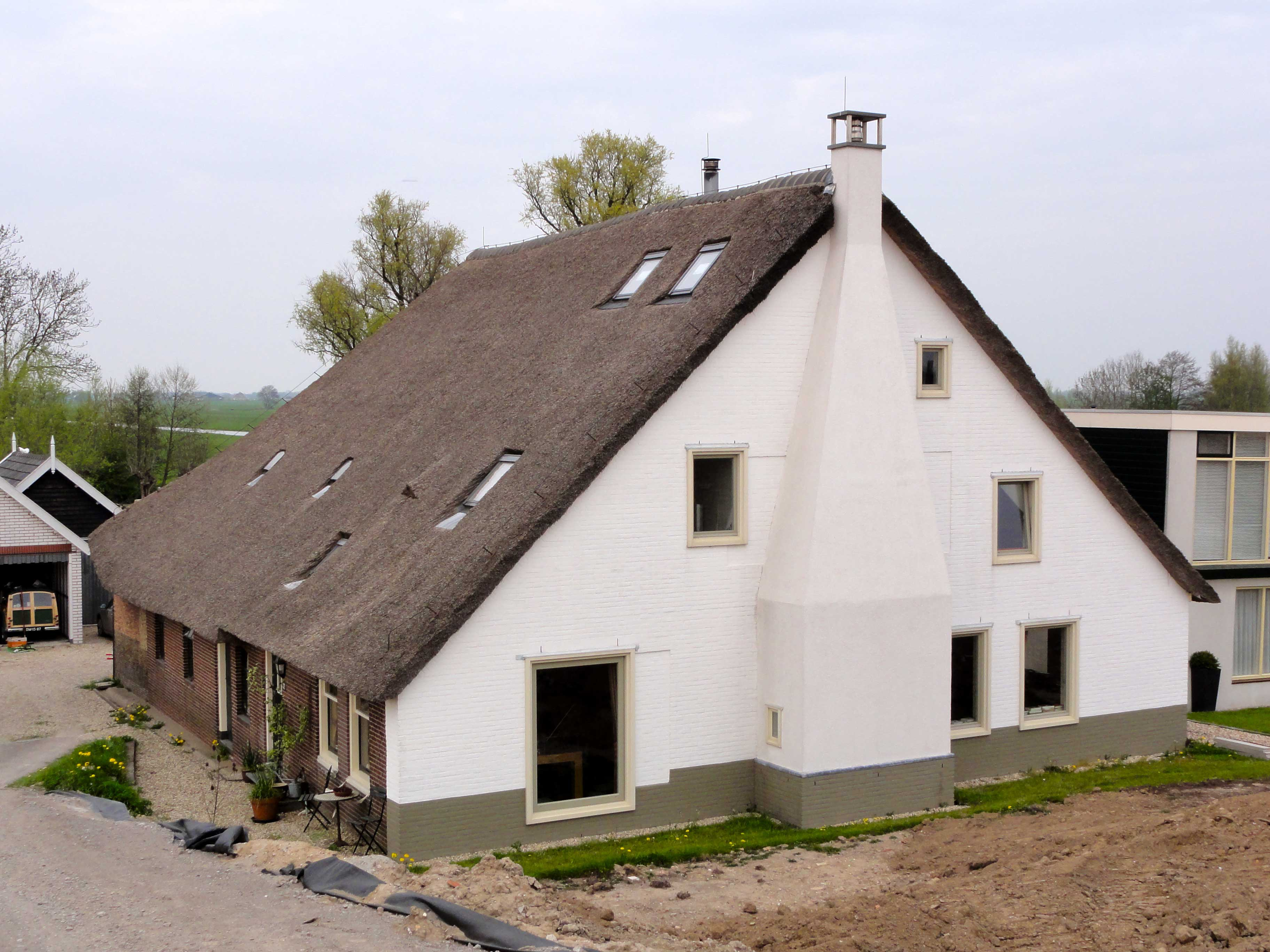
Opperduit 372
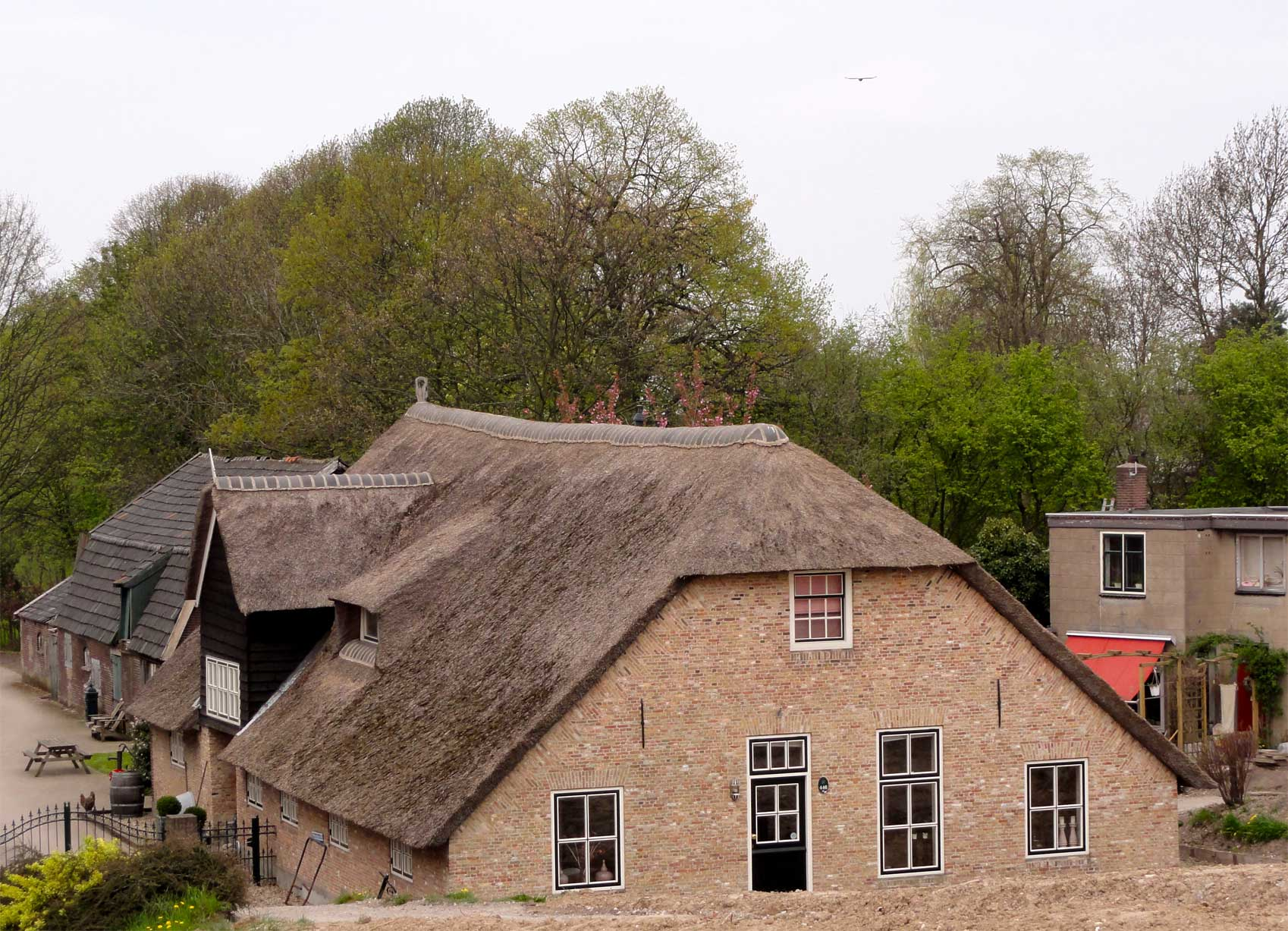
Opperduit 446
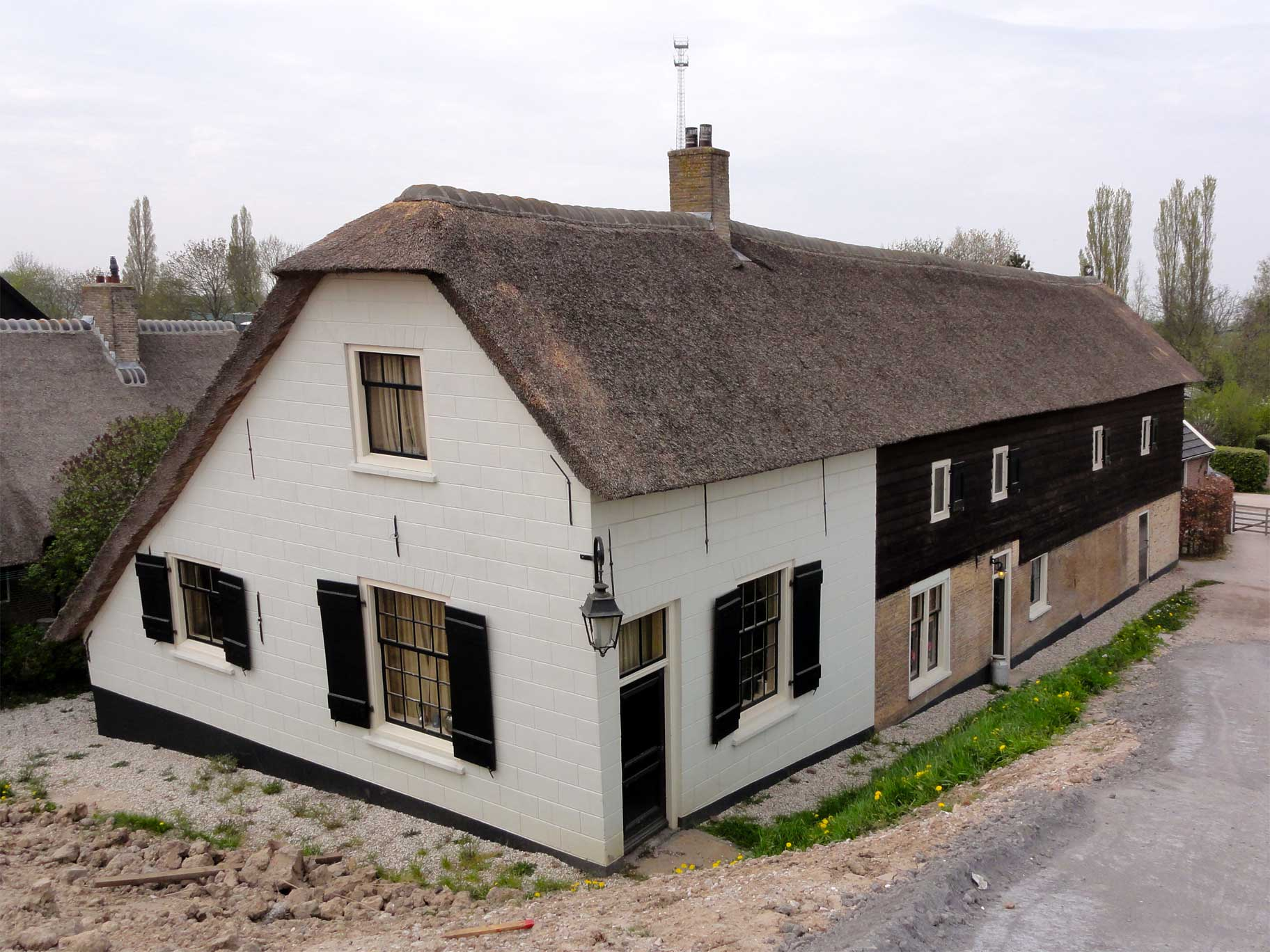
Opperduit 452
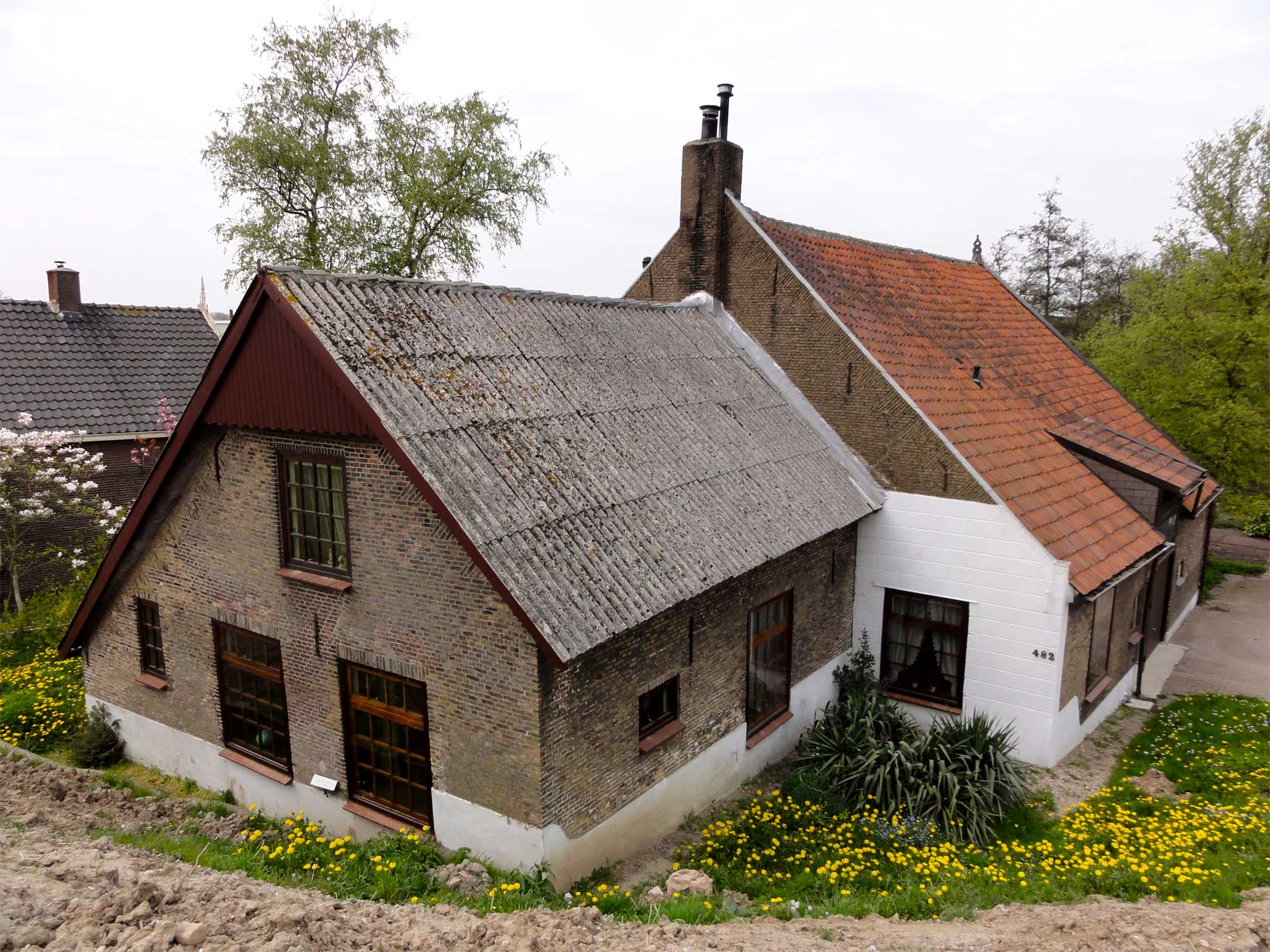
Opperduit 482
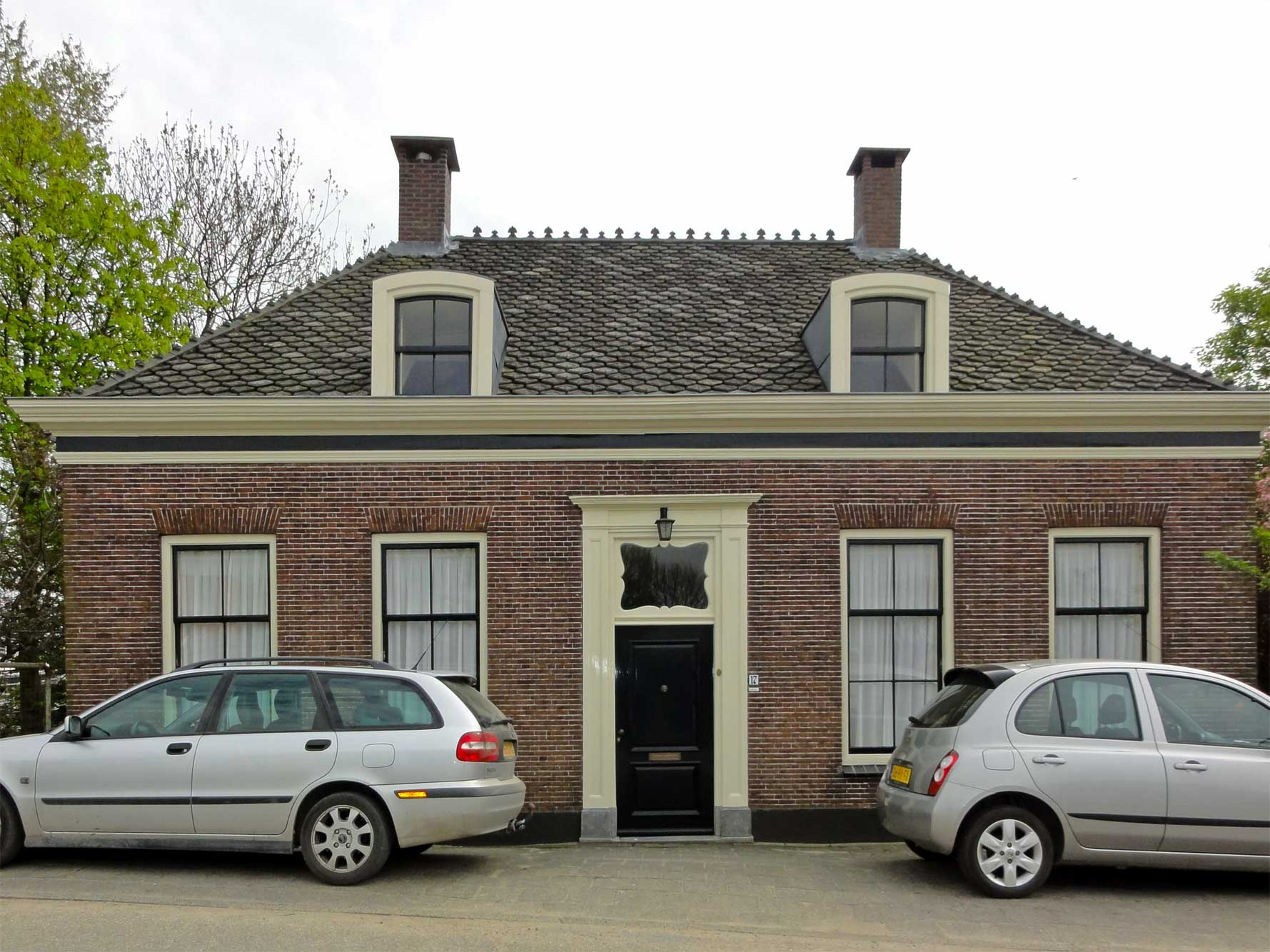
Voorstraat 17
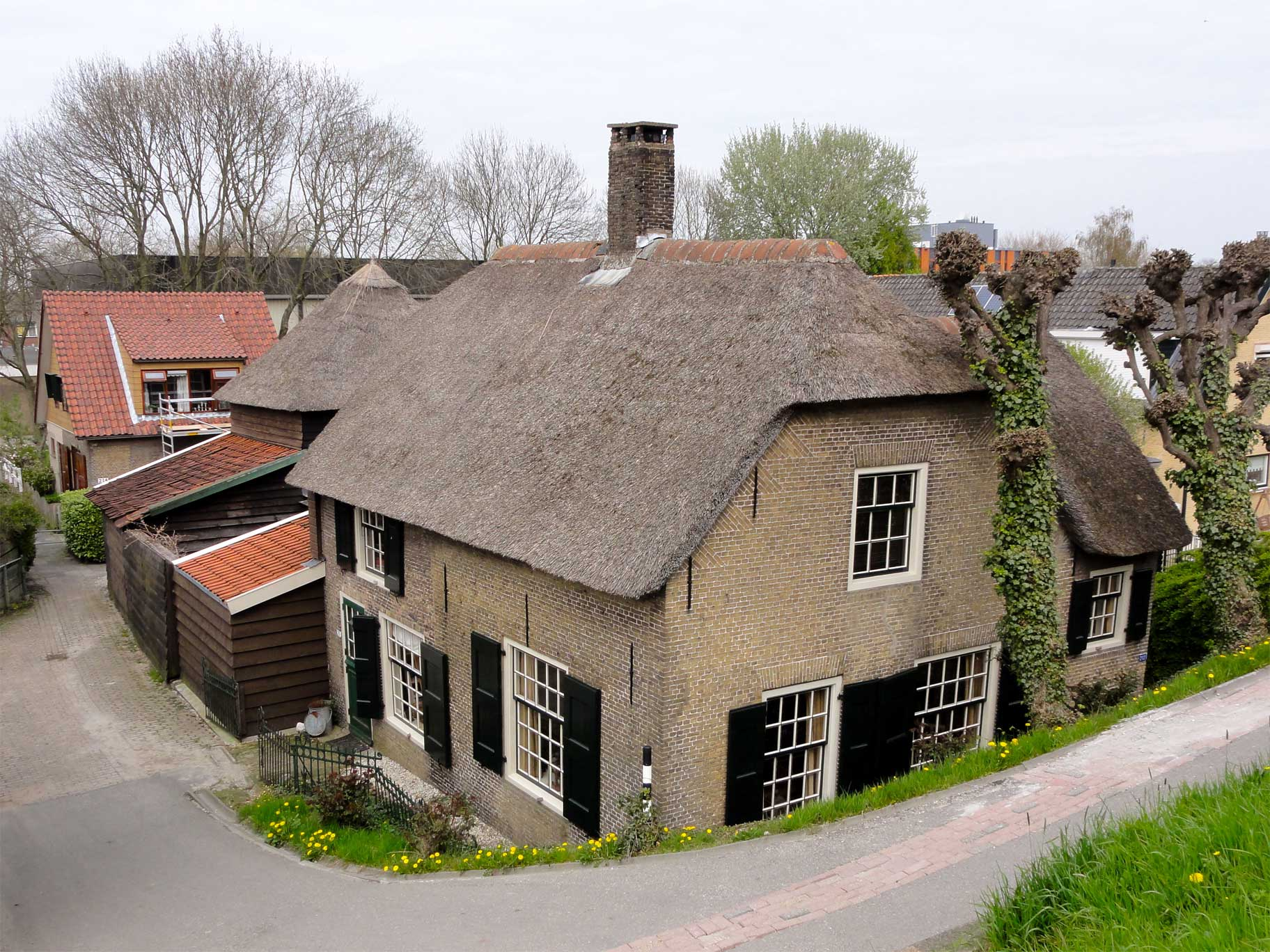
Voorstraat 212

## Gifschandaal
In de jaren 1980 en 1981 haalde Lekkerkerk de landelijke pers, nadat geconstateerd werd dat de grond onder de nieuwbouwwijk ten westen van de Kerkweg enorm vervuild bleek. De kosten voor het verwijderen van deze bodemverontreiniging beliepen uiteindelijk 188 miljoen gulden (85,5 miljoen euro). De operatie werd door de burgemeester Hans Ouwerkerk in goede banen geleid. Pas in januari 2008 kwam de affaire tot een einde. De Staat en de gemeente Nederlek hebben die maand een vaststellingsovereenkomst gesloten met de bedrijven die betrokken waren bij het veroorzaken van de bodemverontreiniging. Op basis van de schikking betalen de twee betrokken bedrijven ieder een miljoen euro. De gemeente Nederlek ontving hiervan een half miljoen euro.

## Kerken

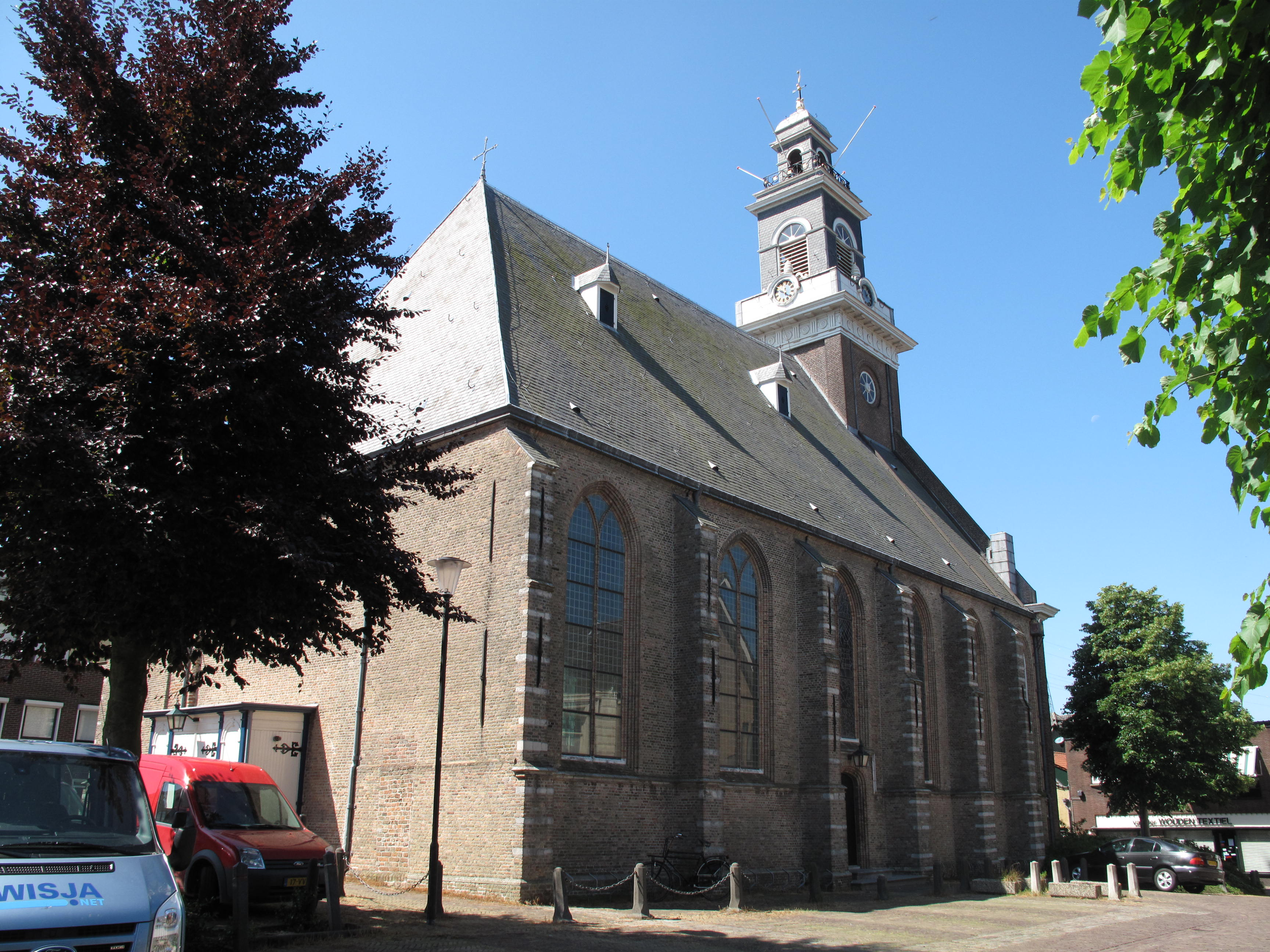
Grote of Johanneskerk foto

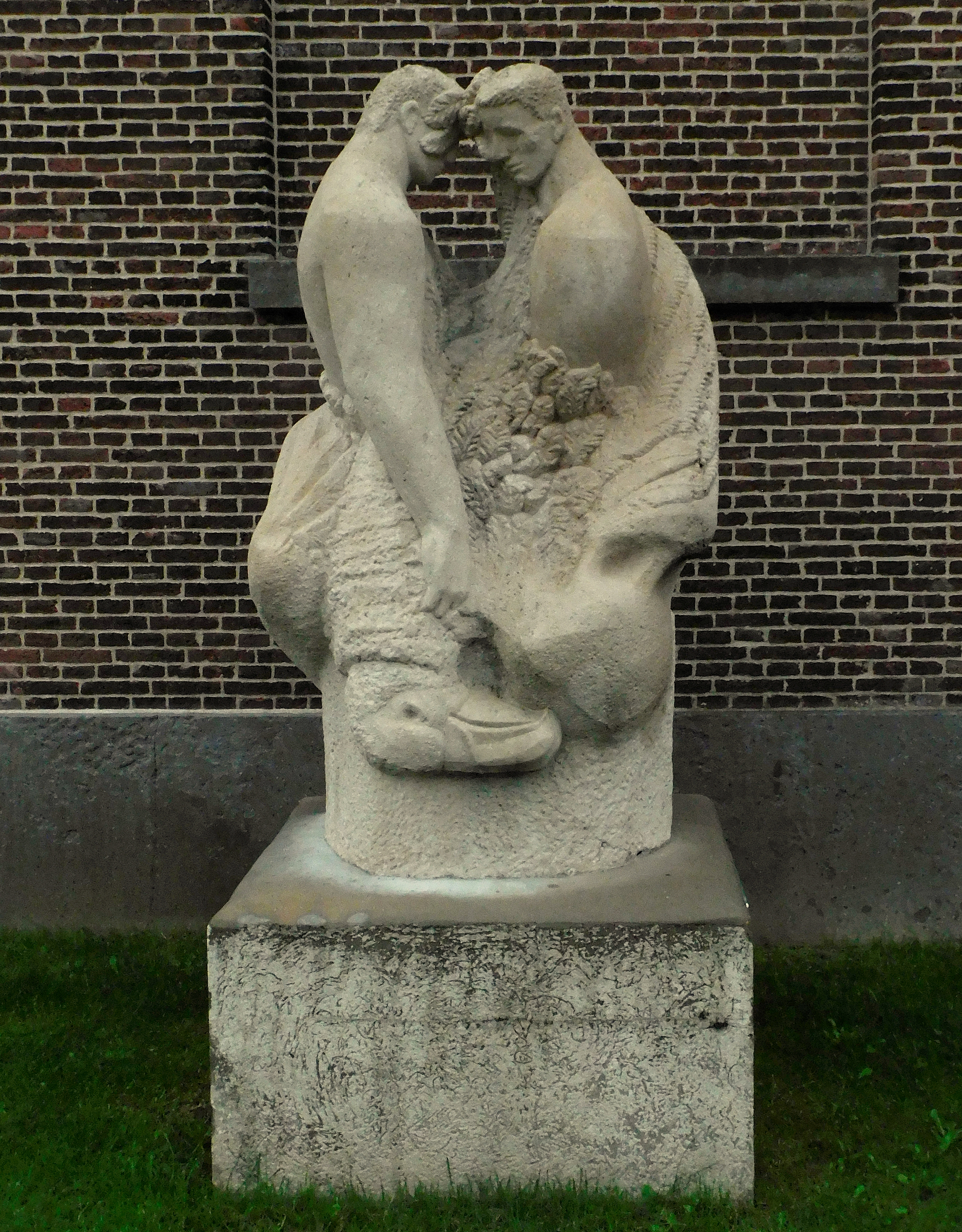
Lekkerkerk oorlogsmonument bij de Johanneskerk

- Protestantse Gemeente. Deze gemeente komt samen in Grote of Johanneskerk aan het Kerkplein en de Ichtuskerk aan de Kerkweg.
- Hervormde Gemeente 't Venster. Deze gemeente komt samen in 't Venster aan de Jan Ligthartstraat en de Grote of Johanneskerk.
- Nederlandse Hervormde (Gereformeerde) Evangelisatie. Deze gemeente komt samen in het kerkgebouw aan de Kerkweg.
- Rooms-Katholieke H. Jozef, onderdeel van Sint Christoffel Parochie. De locatie van deze gemeente is het gebouw aan de Emmastraat.

## Scholen
Lekkerkerk telt drie basisscholen:
- Eben-Haëzer-School (protestants-christelijke school)
- Koningin Wilhelmina (openbare school)
- Het Schateiland (openbare school)

Lekkerkerk telt twee scholen voor voortgezet onderwijs:
- Driestar College, locatie Rehoboth (reformatorische school)
- Gemini College Lekkerkerk (openbare school)

## Evenementen
- 1 januari, nieuwjaarsduik op het strandje aan de Lek bij Opperduit
- Hemelvaartsdag, ronde van Lekkerkerk (wielrennen) en kermis

## Bekende (oud-)inwoners

### Politiek
- Jan Janszn Smits, burgemeester

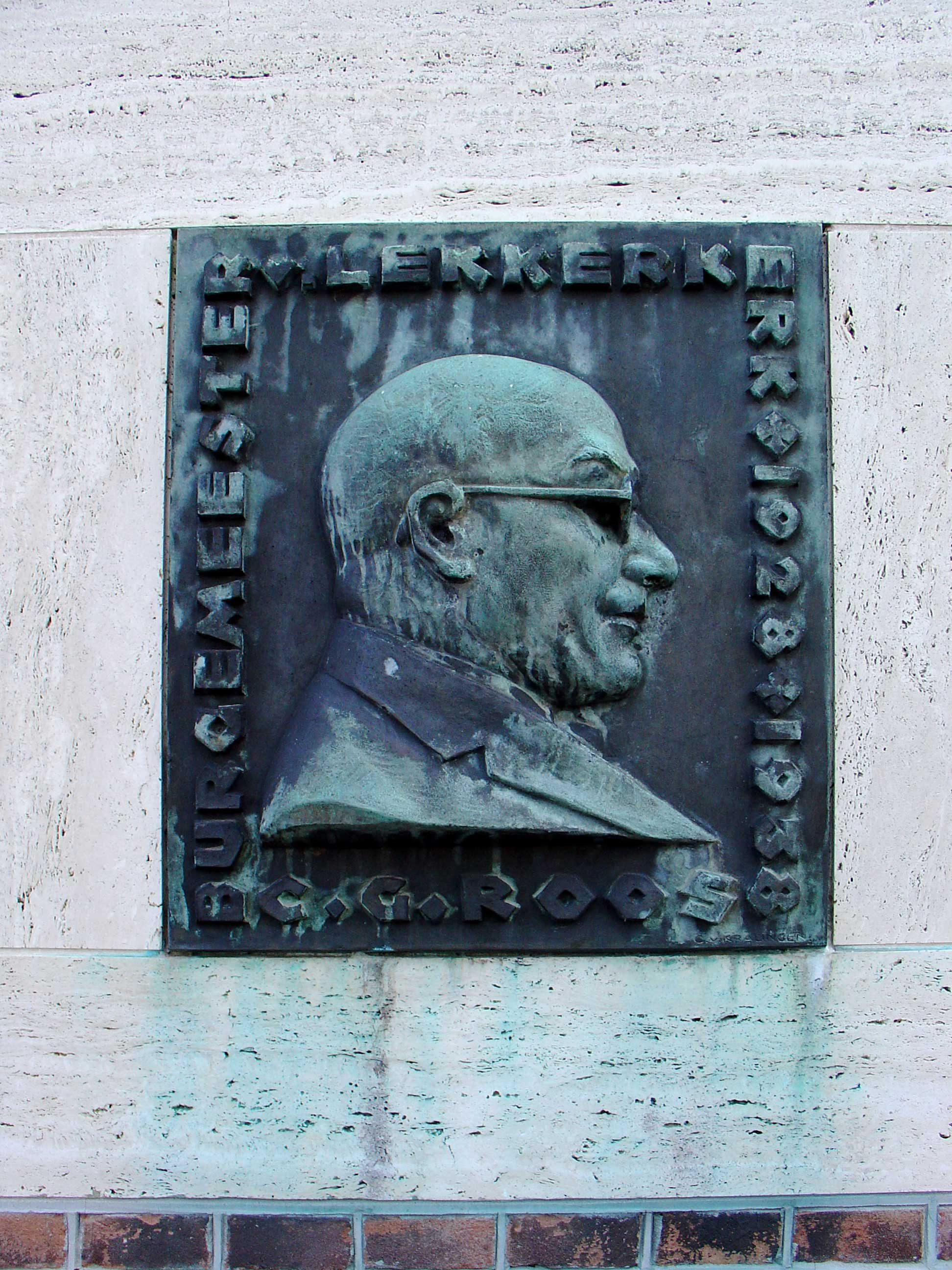
Borstplaat van Cornelis Gerardus Roos (1886-1945)

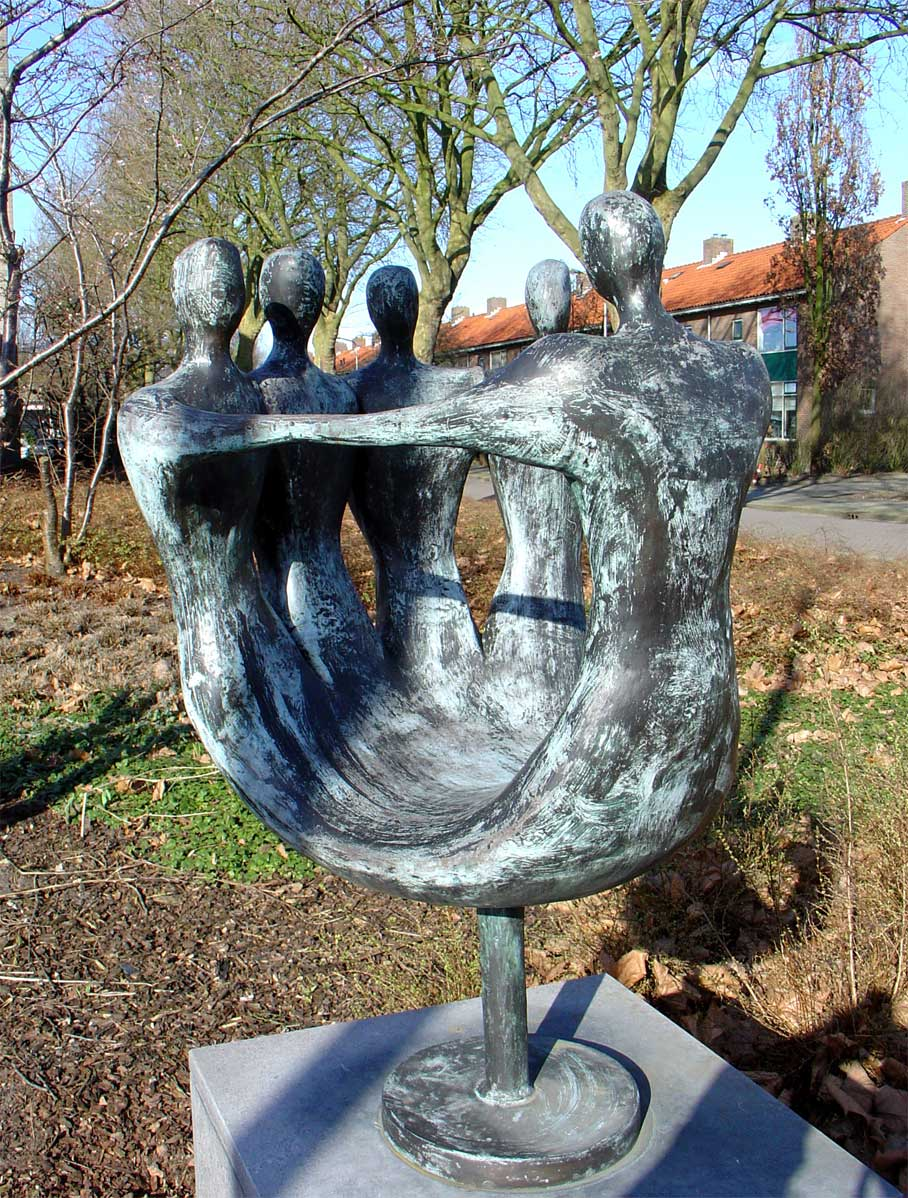
Met elkaar ter nagedachtenis aan Corrie Nobel-van Vuren (1919-2002)

- Marco Oosterwijk, SGP-politicus en burgemeester
- Hans Ouwerkerk, VARA-ombudsman en burgemeester
- Corrie Nobel-van Vuren, burgemeester en schrijfster over Lekkerkerk
- Cornelis Gerardus Roos, burgemeester en lid gedeputeerde staten Zuid-Holland
- Edith Schippers, Tweede Kamerlid en minister van Volksgezondheid

### Sport
- Jeffrey Altheer, voetballer
- Rick Dekker, voetballer
- Marjolein de Jong, volleybalster
- Ryan Koolwijk, voetballer
- Lisa Nobel, volleybalster
- Marjan Olyslager, atlete
- Bert Oosterbosch, wielrenner
- Patrick Roest, langebaanschaatser
- Sarissa de Vries, triatlete
- Stefan de Vrij, voetballer
- Joh van Zoest, voetballer

### Media
- Paul de Leeuw, presentator, cabaretier en zanger
- Sigrid ten Napel, actrice
- Edwin Noorlander, radiopresentator

### Overige
- Gerrit Bastiaense, 'De Grote Boer van Lekkerkerk'
- George den Boon, verzetsstrijder
- Jan de Gruyter, auteur
- Eveline Ketterings, beeldend kunstenaar
- Arie Stoppelenburg, verzetsstrijder
- Fiep Westendorp, illustrator
- Wim Zwiers, graficus

## Varia
- Bijnamen van de inwoners van Lekkerkerk zijn:
  - "aalschovers" naar de kolonie aalschovers in de eendenkooi De Bakkerswaal. In het verleden was in Lekkerkerk een basisschool met de naam "De Aalscholver", die na het gifschandaal is afgebroken en opnieuw opgebouwd.[6] Tot 2016 was in het dorp een dierenspeciaalzaak "De Aalscholver". Op het Raadhuisplein staat het beeld "Aalscholver" van Ineke van Dijk.
- "Van Lekkerkerk zijn" betekent "kieskeurig zijn"[7]
- De hoogste hoogspanningsmasten van Nederland staan in Lekkerkerk